# Wapen van Amerongen

Het wapen van de voormalige gemeente Amerongen

Het  wapen van Amerongen werd op 11 september 1816 aan de toenmalige Utrechtse gemeente Amerongen toegekend. Het wapen werd tot 1 januari 2006 gebruikt, op die dag fuseerde Amerongen met Doorn, Driebergen-Rijsenburg, Leersum en Maarn tot de gemeente Utrechtse Heuvelrug. Het wapen kwam ook in aangepaste vorm terug in het kanton van de gemeentelijke vlag.

## Herkomst
Het wapen is een directe afgeleide van het familiewapen van de familie Borre van Amerongen en van het wapen van de hoge heerlijkheid Amerongen. Dat wapen werd op 10 november 1819 in gebruik bevestigd door de Hoge Raad van Adel. Een bevestiging betekent dat het wapen reeds in gebruik is, op historische gronden, en dat de Hoge Raad van Adel dat wapen erkent.

## Blazoenering
Het wapen kreeg van de Hoge Raad van Adel de volgende blazoenering mee:
Van zilver met eene bande ter regterzijde verzeld van 3 lelien malordonné en ter linker van 3 lelien staande 2 en 1, alles van keel.
Het wapen was zilver van kleur met daarop een geheel rode voorstelling in de vorm van een diagonale balk die aan weerszijden drie leliën had. Aan de rechterzijde, voor de kijker links, zijn de leliën zoomsgewijs onder de balk geplaatst en aan de linkerzijde zoomsgewijs boven de balk. Zoomsgewijs houdt in dat er achter de blak ook leliën geplaatst zouden kunnen zijn. Malordonné houdt in dat de objecten geplaatst zijn op een wijze die niet gebruikelijk is: 1 boven 2. In de officiële omschrijving is de oude Franse markiezenkroon niet opgenomen (bestaande uit drie bladeren en twee parels) deze is echter wel officieel aan de gemeente toegekend.

## Verwant wapen
Onderstaand wapen is verwant aan dat van de gemeente Amerongen:

Het wapen van de Heerlijkheid Amerongen

Abcoude
· Abcoude-Baambrugge
· Abcoude-Proostdij
· Achttienhoven
· Amerongen
· Benschop
· Breukelen
· Breukelen-Nijenrode
· Breukelen-Sint Pieters
· Bunnik
· Cothen
· Darthuizen
· De Vuursche
· Doorn
· Driebergen
· Driebergen-Rijsenburg
· Everdingen
· Haarzuilens
· Hagestein
· Harmelen
· Hoenkoop
· Hoogland
· Houten
· Indijk
· Jaarsveld
· Jutphaas
· Kamerik
· Kockengen
· Langbroek
· Leersum
· Linschoten
· Loenen
· Loenersloot
· Loosdrecht
· Maarn
· Maarssen
· Maarsseveen
· Maartensdijk
· Mijdrecht
· Nigtevecht
· Noord-Polsbroek
· Odijk
· Oudenrijn
· Polsbroek
· Rijsenburg
· Ruwiel
· Schalkwijk
· Snelrewaard
· Sterkenburg
· Stoutenburg
· Tienhoven
· Vianen 
· Vinkeveen
· Vinkeveen en Waverveen
· Vleuten
· Vleuten-De Meern
· Vreeland
· Vreeswijk
· Waarder
· Waverveen
· Werkhoven
· Westbroek
· Willeskop
· Willige Langerak
· Wilnis
· Zegveld
· Zuilen
· Zuid-Polsbroek